# Casaleggio Novara
Casaleggio Novara là một đô thị ở tỉnh Novara ở vùng Piedmont của Ý, tọa lạc cách 80 km về phía đông bắc của Torino và khoảng 10 km về phía tây bắc của Novara. Tại thời điểm ngày 31 tháng 12 năm 2004, đô thị này có dân số 869 người và diện tích là 10,5 km².
Casaleggio Novara giáp các đô thị: Briona, Castellazzo Novarese, Mandello Vitta, San Pietro Mosezzo, và Vicolungo.